# 2627 Churyumov
2627 Churyumov è un asteroide della fascia principale. Scoperto nel 1978, presenta un'orbita caratterizzata da un semiasse maggiore pari a 3,1075391 UA e da un'eccentricità di 0,1762954, inclinata di 2,49909° rispetto all'eclittica.